# 洗耳河街道
洗耳河街道，是中华人民共和国河南省平顶山市汝州市下辖的一个乡镇级行政单位。

## 行政区划
洗耳河街道下辖以下地区：
西西社区、西街社区、西大社区、南关社区、七里社区、上河村、刘庄社区村、十里村和许寨村。